# Кайюси

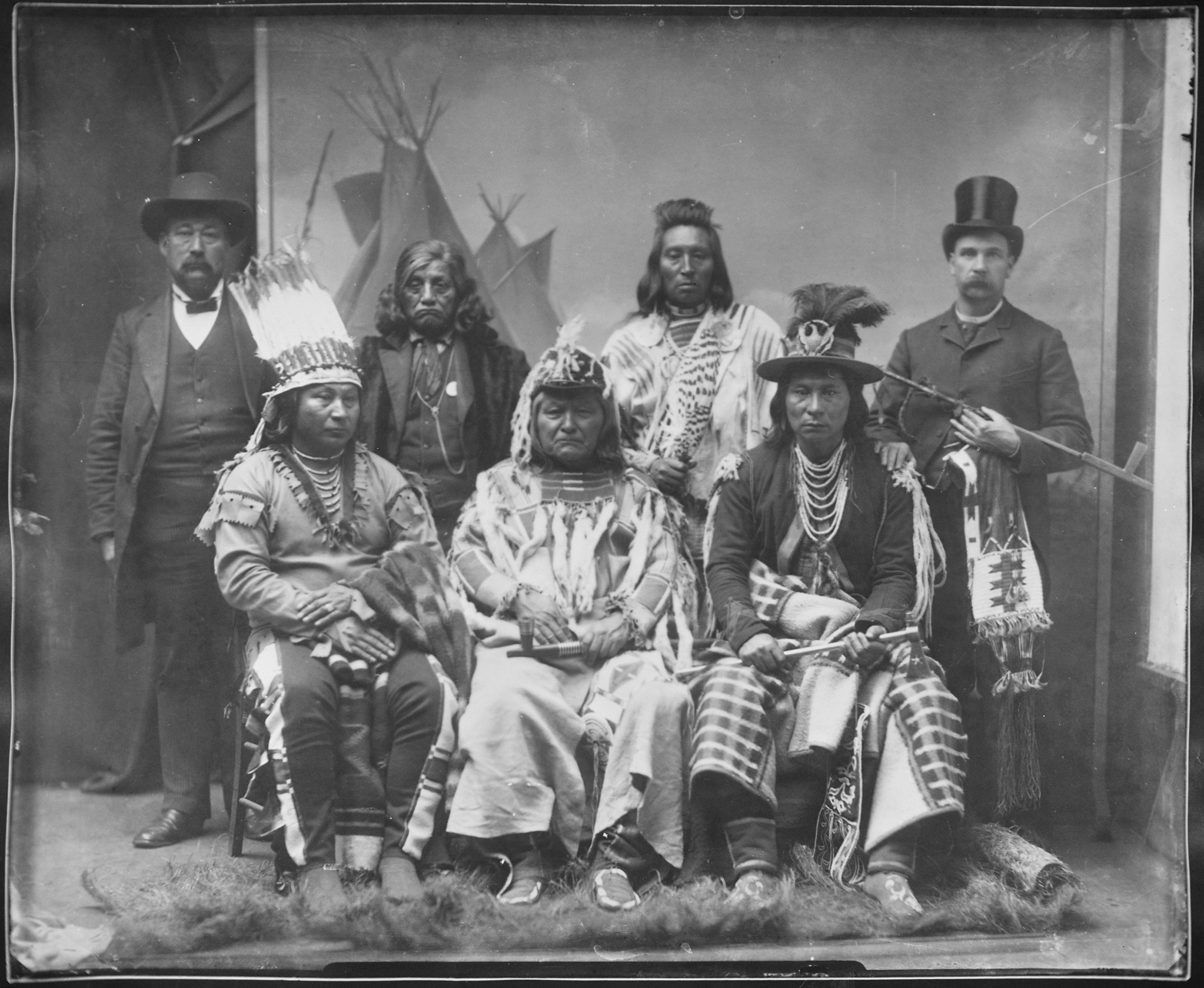
Представники племен кайюси і сахаптін у Вашингтоні, округ Колумбія (1890)

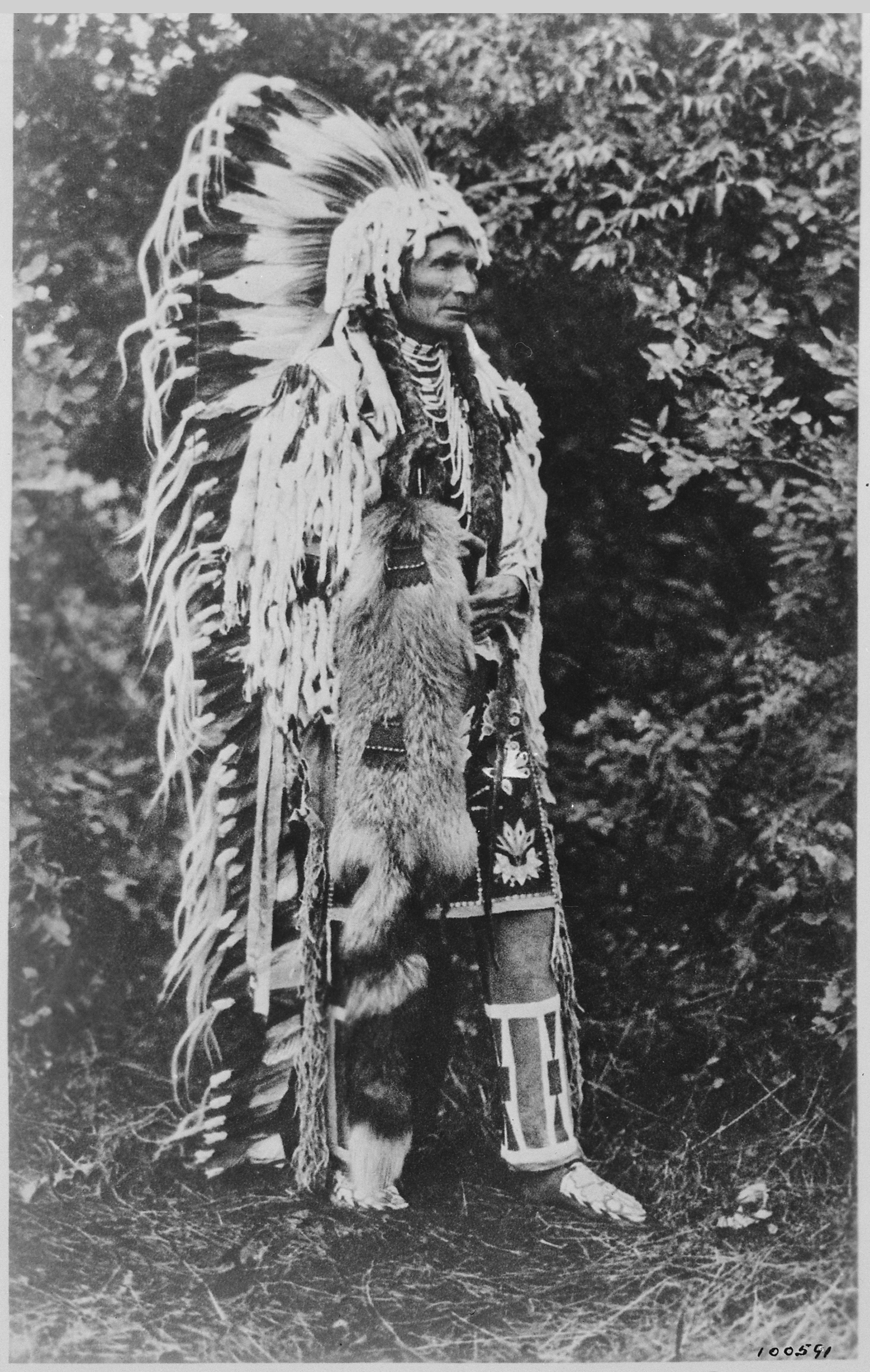
Умапіне (Wakonkonwelasonmi), вождь кайюси, вересень 1909 р.

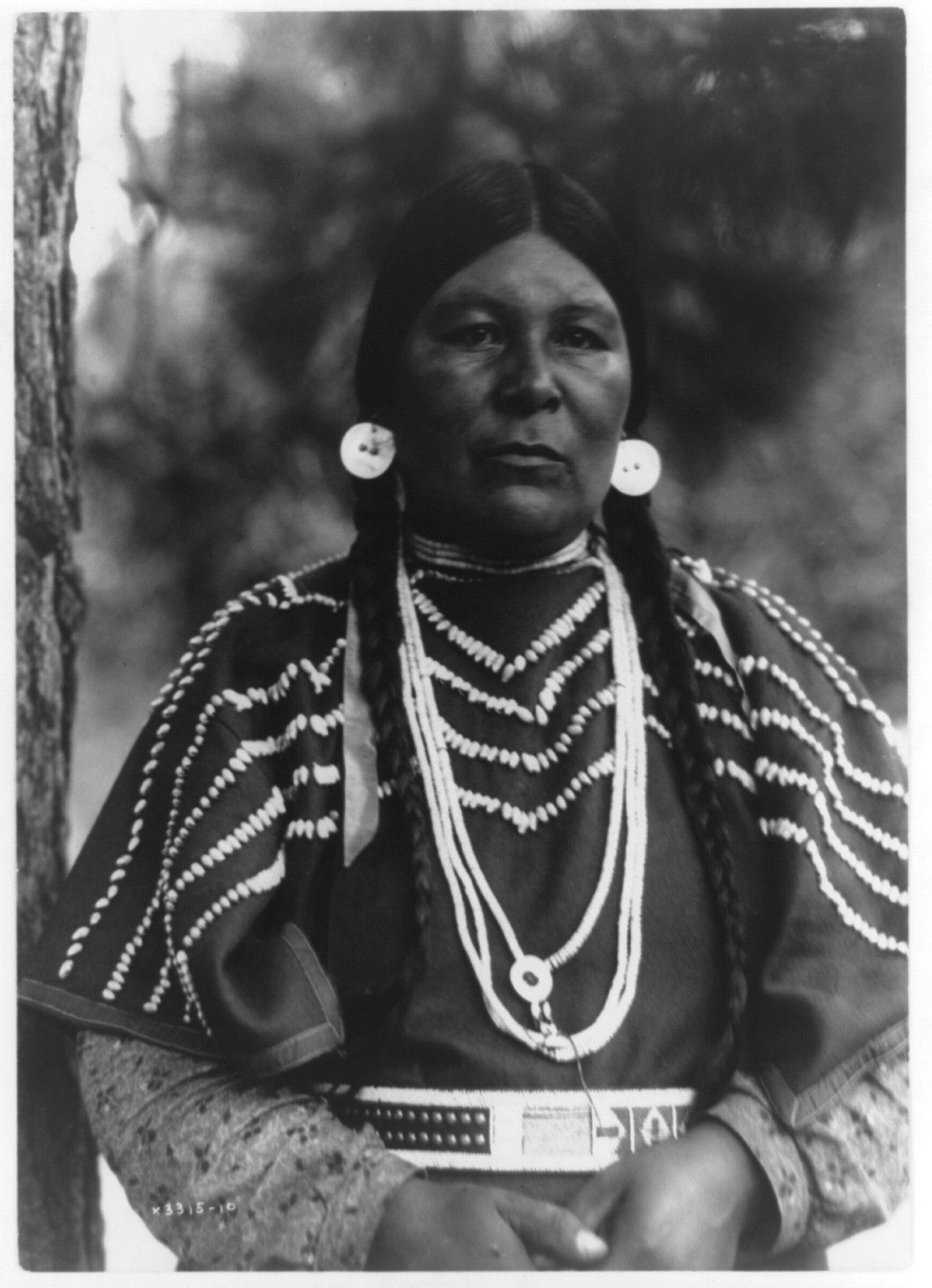
Жінка кайюси, близько 1910 р.

Кайюси — індіанські племена в сучасному штаті Орегон у США. Плем'я кайюси ділиться резервацією та урядом на північному сході Орегону з племенами юматілла та валла-валла як частина конфедеративних племен індіанської резервації Юматілла. Резервація розташована поблизу Пендлтона, штат Орегон, біля підніжжя Блакитних гір.
Кайюси називали себе Ліксію на мові кайюси. Спочатку вони розташовувалися на території сьогоднішнього північного сходу Орегону та південного сходу Вашингтону, вони мешкали поруч із територією, де були не-персе, і мали з ними тісні стосунки. Як і племена рівнин, кайюси високо цінували військові дії і були досвідченими вершниками. Вони вивели поні кайюси. Кайюси передали більшу частину своєї традиційної території Сполученим Штатам у 1855 році за договором і переїхали до резервації Юматілла, де вони утворили конфедеративне плем'я.

## Історія
За словами Харуо Аокі (1998), кайюси називали себе своєю мовою «Ліксію». Їхня назва кайюси було отримано від французького слова «cailloux», що означає камені або скелі, прийняте ранніми французькими канадськими траперами цієї місцевості. Можливо, ця назва стосувалася скелястої місцевості, в якій проживало плем'я, або це могло бути неточним введенням назви, яку вони назвали. Плем'я було тісно пов'язане з сусідніми не-персе та валла-валла. Мова кайюси — ізольована, незалежно від сусідніх народів, що розмовляли на сахаптин. Населення кайюси у вісімнадцятому столітті становило близько 500 осіб.
Кайюси були напівкочовим племенем і утримували літні та зимові села на річках Снейк, Туканнон, Валла-Валла та Туше у Вашингтоні, а також вздовж річки Юматілла, Гранд-Ронде, Бернт, Павдер, Джон Дей та від Блакитних гір до річка Дешут у штаті Орегон. Історик Верн Рей визначив сімдесят шість традиційних місць поселень кайюси, найбільш тимчасові, сезонні; п'ять окремих сіл у долині Валла-Валла та сім смуг кайюси, розкиданих по Східному Орегону та Вашингтону. Група кайюси на річці Валла-Валла називався Pa'cxapu. Інші джерела називають лише три різні регіональні смуги в межах кайюси на той час; два з центром на річці Юматілла; третій на річці Валла-Валла.
Кайюси були відомі своєю хоробрістю і як вершники. Вони розводили своїх поні для швидкості та витривалості, розвиваючи те, що зараз називають конем кайюси. Більше не обмежуючись тим, що вони могли носити з собою або що їх собаки могли витягнути, вони переїжджали в нові райони, подорожуючи аж на схід до Великих рівнин і на південь до Каліфорнії, щоб полювати, торгувати, битися і захоплювати рабів. Тим часом їхні стада швидко розмножувались, поєднуючи вміле розведення та періодичні набіги на інші племена. На початку 1800-х років кайюси, який володів лише 15-20 кіньми, вважався бідним; заможні сім'ї контролювали 2000 і більше. Коні покращили охоплення і ефективність військових походів, що дозволило кайюсам домінувати над осілими сусідами в Колумбії. Вони претендували на право власності на Даллес, великий рибний та торговий центр Колумбії, змушуючи слабкі групи в цій області платити їм данину у вигляді лосося та інших товарів. Вони часто воювали в конфлікті з племенами піут, шошони та банок на півдні та сході, іменованих людьми Змії та іншими племенами, такими як чорні ноги, над територією та місцями полювання.
Коли білі поселенці масово переселялись на їхню територію після відкриття Орегонського шляху в 1842 році, кайюси постраждали. Навіть поселенці, які проїжджали напередодні, змагалися з ними за дичину та воду. Натовпи білих вторглися в регіон під час Каліфорнійської золотої лихоманки, починаючи з 1848 року і коли золото було виявлено у Східному Орегоні в 1862 році.
Плем'я здобуло широку популярність у перші дні білого заселення території. У 1838 році Маркус Вітмен та його дружина Нарцисса заснували місію серед кайюсів у Waiilatpu («Місце житньої трави»), яка знаходиться приблизно за сім миль від сучасного міста Волла-Волла та приблизно за чверті милі на схід було розташоване зимове поселення кайюси Pásxa. У 1847 р. епідемія кору, яку дехто підозрював у зараженні від білих поселенців, призвела до високих летальних наслідків серед племені. Невелика група кайюси, випробувавши ліки Вітманса як з хворими, так і з нехворими людьми, і в результаті чого всі прищеплені померли, вважали, що місіонери навмисно отруювали своїх рідних людей, оскільки набагато більший відсоток тубільців вмирав від кору, ніж були білі. (Корінні американці не мали імунітету до ендемічних євразійських хвороб, які переносять європейські американці.) Крім того, культурні відмінності та посягання поселенців спричинили зростання напруженості.
Кайюси напали на місіонерів, вбивши Вітмена та його дружину Нарциссу та ще одинадцять інших. Вони захопили 54 європейсько-американських жінок та дітей та утримували їх за викуп. Вони зруйнували будівлі місії. Цей напад спричинив збройну відповідь Сполучених Штатів і розпочалася війна з кайюсами.
кайюси влаштував полонених працювати разом зі своїми членами; дорослі виготовляли одяг для племені. Вони звільнили заручників після того, як компанія «Гудзонової затоки» здійснила обмін 62 ковдрами, 63 бавовняними сорочками, 12 гвинтівками із затоки Гудзон, 600 вантажами боєприпасів, 7 фунтів тютюну та 12 кременів для повернення 49 в'язнів. Кайюси та багато інших прилеглих племен, таких як плем'я валла-валла, були вистежені ополченцями та вбиті. Зрештою кайюси програли війну. Вони були змушені поступитися своєю землею США і поділились резервацією з юматілла та валла-валла.
До 1851 р. кайюси мали давній шлюб із сусіднім не-персе, до якого вони притулились; багато вивчали їхню мову. Кетлін Гордон, член племені конфедеративних племен індіанської резервації Юматілла, була викладачем мов каюсе/не-персе, яка розмовляла та викладала мову не-персе, але також знала незначну кількість оригінальної мови каюсів, яка зараз вимерла.
У 1855 р. кайюси приєдналися до Договору Валла-Валла з юматіллою та валла-валла, за допомогою якого було сформована індіанська резервація Юматілла. З цього часу вони офіційно проживають у межах резервації. У середині ХХ століття деякі члени переїхали до міст згідно із Законом про переїзд індіанців 1956 року, намагаючись забезпечити кращий доступ до сучасних робочих місць.
Їхня кількість офіційно повідомлялася як 404 в 1904 році; ця цифра може ввести в оману. Підрахунок у 1902 році знайшов у резервації одного чистокровного кайюси. Нащадки з походженням частково інших племен, можливо, все ще були ідентифіковані як кайюси. Вважається, що мова каюсів на той час вимерла. Оскільки члени трьох племен вступили в шлюб, вони більше не ведуть окрему чисельність населення.

## Спосіб життя
Індіанці кайюси знаходилися в басейні Колумбії і були кочовими, іноді пересуваючись щодня. Вони жили в тіпі, які багато кочових племен використовували для перенесення. кайюси були досвідченими вершниками і використовували коней на полюванні. Вони також використовували їх для своєї подорожі Скелястими горами щороку, щоб полювати про запас на бізонів та привезти їх для своїх сімей. Чоловіки полювали на дичину та ловили лосося. Жінки запасали та збирали ягоди, викопували та обробляли коріння. Жінки також обробляли шкури тварин, виготовляючи матеріали для укриття та одягу. Чоловіки вважали хоробрість важливою якістю, сміливих воїнів високо цінували. Найсильніший став би вождем.

## Мова
Мова кайюси — це ізольована мова. Вчені припустили, що вона може бути пов'язана з молала, складаючи сім'ю Waiilaptuan, в кінцевому рахунку, пов'язана з Пенутійською макросім'єю. Це припущення не підтверджене. Мова вимерла з 19 століття.
Weyíiletpuu — це діалект мови не-персе, яким користуються люди кайюси з конфедеративних племен індіанської резервації Юматілла. Відмінний діалект народу кайюсів не використовувався з 1940-х років і позначається як вимерлий.

## Кухня
Одним з основних джерел їжі кайюси був лосось із річки Колумбія. Разом із фореллю та вуграми вони також полювали на лося, оленя, а також на дрібну дичину, таку як кролики та птахи. Найважливіше те, що жінки збирали коріння камасу, гірке коріння, дику селеру, гекльбері та черемху віргінську, обробляючи їх для приготування варених та сушених продуктів для їх виживання. Вони також збирали кору, листя, квіти та коріння для приготування ліків.

## Видатні кайюси
- Таватой (відомий як Молодий Вождь), головний вождь, дядько і попередник наступного Молодого Вождя (Weatenatemany), був відомим вождем і воїном[6]
- Вітенатемані (також відомий як Молодий Вождь, бл. 18 ?? — 1859), головний вождь, племінник Таватоя, став новим молодим вождем у жовтні 1853 року, лідером більш миролюбної фракції кайюсів, загинув у сутичці зі Змією протягом літа 1859 р.
- П'ять Ворон (також відомий як Achekaia або Hezekiah), брат і перший наступник Тауітау, і вождь войовничих кайюсів, головний суперник сина Тауітау, Молодого Вождя (Вітенатемані) за роль вождя,

## Виноски
1. ↑  2010 Census CPH-T-6. American Indian and Alaska Native Tribes in the United States and Puerto Rico: 2010 (PDF). www.census.gov. Архів оригіналу (PDF) за 9 грудня 2014. Процитовано 24 березня 2018.
2. 1 2  Haruo Aoki (1998), A Cayuse Dictionary based on the 1829 records of Samuel Black, the 1888 records of Henry W. Henshaw and others, Manuscript. The Confederated Tribes of the Umatilla Indian Reservation.
3. ↑  Ruby, Robert H.; Brown, John A.; Collins, Cary C. (27 лютого 2013). A Guide to the Indian Tribes of the Pacific Northwest (англ.). University of Oklahoma Press. ISBN 978-0-8061-8950-5.
4. ↑  Trafzer, Clifford E. (Fall 2005). Legacy of the Walla Walla Council, 1955. Oregon Historical Quarterly. 106 (3): 398—411. ISSN 0030-4727. Архів оригіналу за 5 січня 2007. Процитовано 9 січня 2021.
5. ↑  The Language of Nixyáawii. Confederated Tribes of the Umatilla Indian Reservation. Архів оригіналу за 29 грудня 2014. Процитовано 29 грудня 2014.
6. ↑  Young Chief (Weatenatemany) [Архівовано 2013-04-16 у Archive.is], Washington History

## Подальше читання
- Robert H. Ruby and John A. Brown, The Cayuse Indians: Imperial Tribesmen Of Old Oregon. Norman, OK: University of Oklahoma Press, 1972.
- Clifford E. Trafzer, Yakima, Palouse, Cayuse, Umatilla, Walla Walla, and Wanapum Indians, Scarecrow Press, 1992